# 東尾理子
東尾 理子（ひがしお りこ、1975年〈昭和50年〉11月18日 - ）は、日本のコメンテーター、女性プロゴルファー、タレントである。本名：石田 理子（いしだ りこ）、旧姓：東尾。
父は元プロ野球選手・監督の東尾修、夫は俳優の石田純一。石田桃子は義理の姉にあたる。そして、父のいとこに歌手の青山和子がいる。2001年からリコーに所属していたが、2018年現在はサーフビバレッジ。

## 経歴
父・修と母（一般人）の間に生まれる。修が西鉄・太平洋・クラウンライターライオンズの投手だったため、福岡県で生まれた。一人っ子。
ゴルフ愛好家の父と、アマチュアながらあまたの女子ゴルフ大会に参加していた母の影響から、自身も8歳からゴルフを始めた。ライオンズはその後西武鉄道が買収し、埼玉県へ移ったが、中学入学時から上京。帝京高等学校入学後、ゴルフ部を発足させてキャプテンを務める。2年生の時に日本女子アマチュアマッチプレー優勝。
1994年に日本大学へ進学。全米女子アマにおいてベスト8入りを果たす。
1995年にフロリダ大学へ留学。「アカデミック・オールアメリカン」、「ダイナ・ショア・アワード」を受賞。1998年5月、フロリダ大学心理学科卒業。

## プロ以降
1999年に日本女子プロゴルフ協会のプロテストを合格し、プロゴルファーとなる。同じ1999年、アメリカフューチャーズツアー優勝。2003年11月、大王製紙エリエールレディスオープン準優勝（優勝者はプレーオフを制した古閑美保）。その月の末、祖母の見舞いの帰りに駅の階段から転落し、両足の靭帯を損傷。全治3ヶ月の大けがを負いしばらく松葉杖での生活となる。2004年から米LPGAツアーに本格的に参加する。
『芹澤信雄・東尾理子のゴルフショウダウン』などのテレビ番組にも出演する。2006年6月、腱板損傷と滑液嚢炎により痛めていた肩を手術。
2009年7月、新聞報道を受けて石田純一との交際を自身のブログにて認め、同年9月29日の『ロンドンハーツ』で石田と2010年春に結婚することを発表した。その後、2009年末に入籍だけを終えていたことがわかった。
2010年10月10日放送の『run for money 逃走中』では開始25秒で確保されるも、後の復活ゲームで復活。そのまま逃走成功を果たし、番組史上最高金額(当時)となる216万円を獲得した。
2012年11月5日には、石田純一との間に男児理汰郎が誕生した。由来は理子の「理」と純一の本名「太郎」をあわせたもの。翌2013年には夫および息子と共に同年度COTTON USAアワードを受賞している。
2015年8月31日、第2子妊娠を報告、2016年3月24日に女児を出産。
2017年11月7日、第3子妊娠を報告。2018年4月9日、第3子女児出産を報告。

## 出演

### テレビ
- S☆1（TBSテレビ）
- run for money 逃走中（フジテレビ、2010年10月10日）
- はなまるマーケット（TBSテレビ、2013年4月2日 - 2014年） - 火曜レギュラー
- 趣味Do楽「ボールペンだけで描ける!簡単&かわいいイラスト」（NHK Eテレ、2014年6・7月期（全9回）） - 生徒役
- ももち浜ストア 夕方版（テレビ西日本、2015年4月10日 - ） - 金曜コメンテーター（月一回出演）
- すてきにハンドメイド（NHK Eテレ、2017年4月 - 2021年3月）

他、単発ゲスト出演は多数。2010年に入ってから、テレビ番組へのゲスト出演頻度が増加している。

### ラジオ
- 東尾修・理子のおうちにおいでよ（ABCラジオ）

### CM
- 白元 ミセスロイド（2010年）父・修、夫・石田純一と共演。
- ガリバーインターナショナル（2010年）父・修と共演。
- 日本民間放送連盟「STOP!温暖化」（2011年）

## 著書
- 『「不妊」じゃなくて、TGP 私の妊活日記』（2012年10月、主婦の友社）ISBN 978-4072867525